# Marian Keyes
Marian Keyes, född 10 september 1963 i Limerick, County Limerick, är en irländsk författare som rönt stora framgångar med sina böcker om kvinnor i 30-årsåldern. Hon anses vara en av chick lit-genrens grundare. Hennes böcker har sålt över 22 miljoner exemplar på över 30 olika språk, och hennes bok När Lucy Sullivan skulle gifta sig har blivit TV-serie. 

## Biografi
Marian Keyes föddes i Limerick men växte upp i Dublin. Hon tog juridisk examen vid University College Dublin, och for därefter till London. Där fick hon först jobb som servitris, sedan som bokföringsassistent. Hon började skriva noveller, men fick dem inte utgivna. Utgivaren ville hellre att hon skulle skriva en roman. Resultatet, Watermelon, blev starten på karriären.

### Facklitteratur
- Under täcket 2003 (Under the Duvet 2001), översättning: Ingela Jernberg
- Tankar från sängkanten 2007 (Further under the duvet 2006), översättning: Katarina Jansson
- Saved by cake, 2012 (ännu[när?] ej översatt till svenska)
- Making It Up As I Go Along, 2016 (ännu ej översatt till svenska)